# Запорожская кондитерская фабрика
Запорожская кондитерская фабрика (аббр. ЗКФ) — предприятие в городе Запорожье, основано в 1945 году. Находится в Александровском районе.

## История
Свою деятельность фабрика начала 13 ноября 1945 года.
В 1946 году было начато производство карамели на кондитерской фабрике по улице Артёма, 7 и производство мучных изделий на бисквитной фабрике на улице Чапаева, 14. В 1947 году на кондитерской фабрике создан конфетный цех. В 1971 бисквитная и кондитерская фабрики объединены в одно предприятие под названием «Запорожская кондитерская фабрика имени 40-летия КПУ».
С 1994 года фабрика преобразована в закрытое акционерное общество (ЗАО), в 2000 году преобразована в открытое акционерное общество (ОАО). На ней было налажено производство более 250 наименований продукции, в том числе конфет, печенья, вафель, драже, халвы, ириса, мармелада, тортов и т. д.
В 2014 году компания Compagnie Cosmopolitaine De Finance (Люксембург) продала 24,5 % акций Запорожской кондитерской фабрики предприятию Solana Solutions (Британские Виргинские острова).

## Продукция
- Конфеты
- Карамель с разными ароматами и начинкой
- Печенье
- Вафли «Артек» и «Десертные»
- Халва
- Кондитерские изделия в подарочных упаковках